# 성 베드로 교회 (리가)

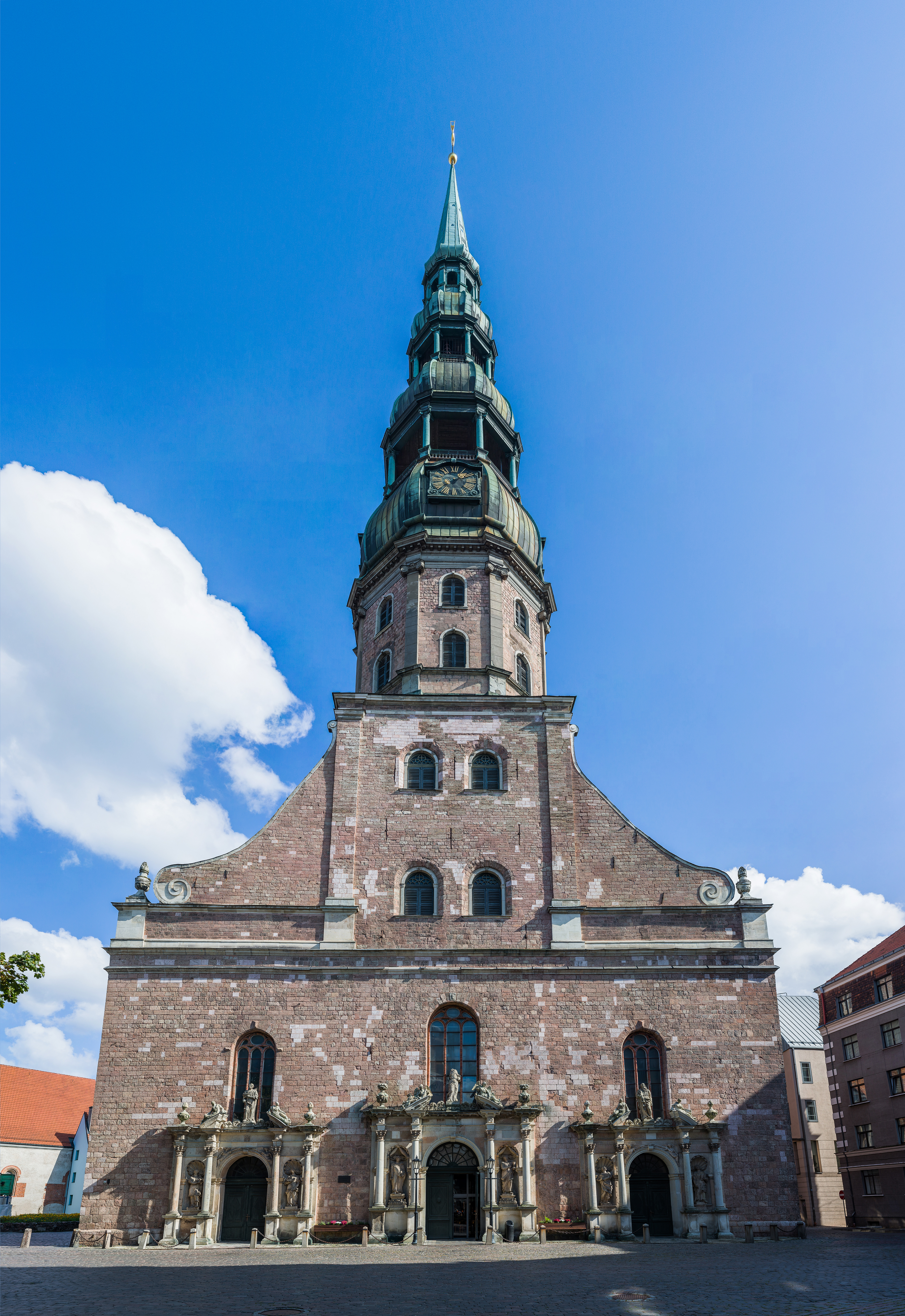
성 베드로 교회

성 베드로 교회(라트비아어: Svētā Pētera evaņģēliski luteriskā baznīca)은 라트비아 리가에 있는 루터교 대성당이다. 베드로에게 헌정되었다.

## 역사
성 베드로 교회에 대한 첫 번째 언급은 1209년으로 거슬러 올라간다. 이 교회는 석조로 지어졌기 때문에 그 해 리가에서 발생한 화재로 인해 손상되지 않았다. 그 후, 주로 3기에 걸쳐 대폭적인 증개축이 행해져, 1기부터 2기는 고딕 건축, 로마네스크 건축, 3기는 초기 바로크 건축 양식으로 건설되었다. 초기 건축은 중간 부분의 복도의 외벽과 일부 기둥에만 남아 있다.
로스토크로부터 초청된 건축가에 의해, 로스토크의 성 마리아 교회를 모델로 한 생추어리가 1409년에 거의 완성되었다. 그러나 폴란드 와 리투아니아와 독일 기사단 과의 전쟁으로 봉납은 1419년에 이루어졌다. 또, 페스트 유행에 의해 다른 공사는 1420년대부터 약 10년간 중단되었다. 13세기 건축은 1456년부터 1466년에 걸쳐 새로운 성관리에 맞게 개축되었다. 1491년에는 교회의 외관에 팔각형 단면을 한 높이 136m의 첨탑은 완성되었다. 그러나, 이 첨탑은 1666년 3월 11일에 붕괴되어 8명이 사망하였다.
붕괴된 서쪽 부분의 외관과 새로운 첨탑은 1667년부터 1690년에 걸쳐 재건되었으며 동시에 지붕과 천장 부분, 내부 천장과 장식 부분이 개수되었다. 1677년에 첨탑은 완성되었지만, 같은 해 5월 21일 화재로 인해 내부가 소실된다. 그 후, 1679년에 그때까지의 목조 천장으로 대체, 한때 석조 천장으로 대체되었다.
개수 공사가 완성된 29년 후인 1721년 5월 10일, 교회는 낙뢰로 인해 화재가 발생하여 외벽만이 남았다. 재건 공사는 즉시 이루어져 1721년 에는 가설 지붕을 건설하였다. 1746년에는 높이 69.6m의 새로운 첨탑이 완성되었다.
제2차 세계 대전 중 1941년 6월 29일 교회는 소실되어 1954년부터 조사와 수복작업이 시작되었다. 1970년 8월 21일에 첨탑 정상에 소실 전과 크기가 다르지 않은 풍향계가 설치되어 1975년 7월부터 첨탑 시계가 개수되었다. 1984년에는 탑에 엘리베이터가 설치되어 관광객이 리가 시가를 한눈에 볼 수 있게 되었다. 같은 해 교회 내부 개수 공사가 완성되었다.
1991년 소련 붕괴와 라트비아의 독립에 의해, 루터 교회로서 다시 이용되게 되었다.